# Лазоревий
Лазо́ревий (рос. Лазоревый) — селище у складі Нижньосергинського району Свердловської області. Входить до складу Дружининського міського поселення.
Населення — 170 осіб (2010, 180 у 2002).
Національний склад станом на 2002 рік: росіяни — 73 %.